# Baron Cornwallis
Baron Cornwallis ist ein erblicher britischer Adelstitel, der zweimal geschaffen wurde; 1661 in der Peerage of England und 1927 in der Peerage of the United Kingdom. Der Titel erster Verleihung erlosch 1852, nachdem die Titelinhaber zu Earls und Marquesses Cornwallis aufgestiegen waren.

## Erste Verleihung (1661)

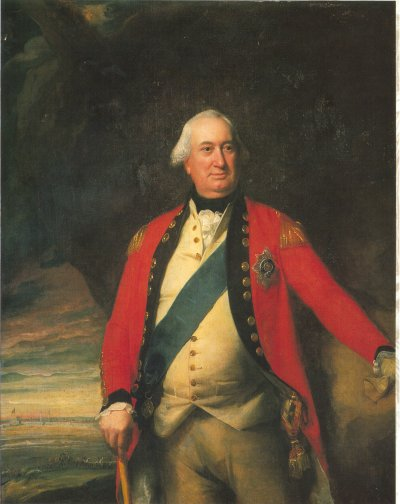
Charles Cornwallis, 1. Marquess Cornwallis

1661 wurde der Titel Baron Cornwallis, of Eye in the County of Suffolk, in the Peerage of England für Sir Frederick Cornwallis geschaffen. Dieser war Abgeordneter für Eye and Ipswich im House of Commons und war bereits 1627 zum Baronet in der Baronetage of England ernannt worden. Sein Ur-Urenkel, der 5. Baron, wurde 1753 zum Earl Cornwallis und Viscount Brome, in the County of Suffolk, erhoben. Diese Titel gehörten zur Peerage of Great Britain. Der Baronstitel wurde fortan als nachgeordneter Titel geführt. Sein Sohn, der 2. Earl, erlangte Bekanntheit als General im Amerikanischen Unabhängigkeitskrieg und wurde 1792 zum Marquess Cornwallis in der Peerage of Great Britain erhoben. Sein Sohn, der 2. Marquess, hinterließ vier Töchter, aber keine Söhne, weshalb das Marquessate bei seinem Tod 1823 erlosch. Die anderen Titel erbte sein Onkel als 4. Earl Cornwallis. Die Titel erloschen schließlich beim Tod des 5. Earls im Jahr 1852, dessen einziger Sohn bereits 1835 gestorben war.

## Zweite Verleihung (1927)

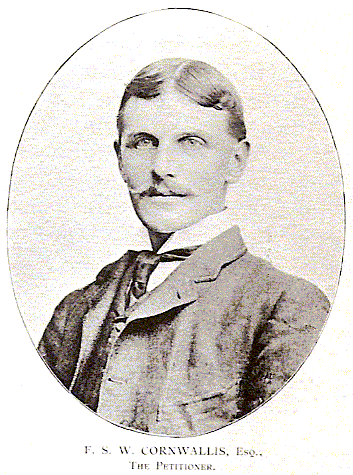
Fiennes Cornwallis, 1. Baron Cornwallis

In zweiter Verleihung wurde 1927 der Titel Baron Cornwallis, of Linton in the County of Kent in der Peerage of the United Kingdom für den konservativen Politiker Fiennes Cornwallis geschaffen. Dieser war ein Enkel von Lady Jemima Isabella, einer Tochter des 5. Earl Cornwallis. Derzeitiger Titelinhaber ist sein Urenkel als 4. Baron Cornwallis.

## Liste der Barone Cornwallis

### Barone Cornwallis, erste Verleihung (1661)
- Frederick Cornwallis, 1. Baron Cornwallis (1610–1662)
- Charles Cornwallis, 2. Baron Cornwallis (1632–1673)
- Charles Cornwallis, 3. Baron Cornwallis (1655–1698)
- Charles Cornwallis, 4. Baron Cornwallis (1675–1722)
- Charles Cornwallis, 1. Earl Cornwallis, 5. Baron Cornwallis (1700–1762)
- Charles Cornwallis, 1. Marquess Cornwallis, 6. Baron Cornwallis (1738–1805)
- Charles Cornwallis, 2. Marquess Cornwallis, 7. Baron Cornwallis (1774–1823)
- James Cornwallis, 4. Earl Cornwallis, 8. Baron Cornwallis (1743–1824)
- James Mann, 5. Earl Cornwallis, 9. Baron Cornwallis (1778–1852)

### Barone Cornwallis, zweite Verleihung (1927)
- Fiennes Cornwallis, 1. Baron Cornwallis (1864–1935)
- Wykeham Cornwallis, 2. Baron Cornwallis (1892–1982)
- Fiennes Cornwallis, 3. Baron Cornwallis (1921–2010)
- Fiennes Cornwallis, 4. Baron Cornwallis (* 1946)

Erbe des derzeitigen Titelinhabers (Heir Apparent) ist dessen Sohn Hon. Fiennes Cornwallis (* 1987).